# Austrolejeunea talinayi
Austrolejeunea talinayi là một loài Rêu trong họ Lejeuneaceae. Loài này được (S. Arn.) Pocs mô tả khoa học đầu tiên năm 2006.